# Plagithmysus longicollis
Plagithmysus longicollis är en skalbaggsart som beskrevs av Perkins 1927. Plagithmysus longicollis ingår i släktet Plagithmysus och familjen långhorningar. Inga underarter finns listade i Catalogue of Life.